# Helophora reducta
Helophora reducta är en spindelart som först beskrevs av Eugen von Keyserling 1886.  Helophora reducta ingår i släktet Helophora och familjen täckvävarspindlar. Inga underarter finns listade i Catalogue of Life.